# Herman Van Autgaerden
Herman Van Autgaerden (Bierbeek, 9 juli 1948) is een Vlaams-nationalistisch Belgisch politicus voor N-VA en voormalig voorzitter van de raad van bestuur van De Watergroep.

## Levensloop
Herman Van Autgaerden was 40 jaar actief op de Katholieke Universiteit Leuven.
Van 1983 tot 1988 was hij schepen te Bierbeek en van 1983 tot 1994 was hij gemeenteraadslid in deze gemeente voor de Volksunie. Vanaf 1987 bekleedde hij daarnaast een mandaat als Provincieraadslid van de provincie Brabant van 1987 tot 1994. Daarop aansluitend was hij van 1995 tot 2000 bestendig afgevaardigde in de deputatie van de nieuw opgerichte provincie Vlaams-Brabant. Hij was 'gedeputeerde van financiën en begroting, Vlaams karakter, monumenten en mobiliteit'. Vanuit deze hoedanigheid speelde hij een belangrijke rol in onder andere de oprichting van de Randkrant, een magazine dat zich richtte op de Vlaamse Rand rond het Brussels Hoofdstedelijk Gewest. Vervolgens was hij provincieraadslid in deze provincie van 2001 tot 2006. Hij behaalde bij de provincieraadsverkiezingen 2.224 voorkeurstemmen in het provinciedistrict Leuven en werd aangeduid als fractievoorzitter.
Na de splitsing van de partij koos hij voor de N-VA. In 2003 kwam hij in het nieuws nadat hij zich had uitgesproken tegen het Valentijnskartel, waarin N-VA en CD&V besloten om samen naar de kiezer te trekken. Hij kondigde aan in zulk geval met politiek te stoppen, onder meer omdat een voorwaarde van de kartelvorming was dat N-VA zijn streven naar een zelfstandige Vlaamse staat uit haar programma zou schrappen.
Bij de lokale verkiezingen van 2012 was hij opnieuw kandidaat gemeenteraadslid, hij stond als lijsttrekker op de kieslijst. Zijn partij behaalde 21,8% van de stemmen, goed voor vier verkozenen. Hijzelf behaalde 469 voorkeurstemmen. Daar CD&V een coalitie sloot met sp.a-Groen, belandde hij in de oppositie.
Hij is gehuwd en heeft drie kinderen.